# LZ 28
Der Zeppelin LZ 28 war das 28. Luftschiff des Grafen Zeppelin und das fünfte Luftschiff der Kaiserlichen Marine.

## Geschichte
Die erste Fahrt von LZ 28 fand am 22. September 1914 statt. Die Marine übernahm das Luftschiff unter der militärischen Kennung L 5.
L 5 war zunächst für Aufklärungsfahrten über der Nordsee eingesetzt. Schon am 19. Oktober 1914 befand sich das Luftschiff nahe der englischen Küste etwa 60 Kilometer vor Yarmouth. 
Während des englischen Flottenvorstoßes am 25. Dezember 1914 vor die deutsche Nordseeküste (Weihnachtsangriff) bombardierte L 5 das englische Unterseeboot E11. Das U-Boot entkam durch Alarmtauchen.
Beim Gefecht auf der Doggerbank am 24. Januar 1915 zwischen deutschen und englischen Seestreitkräften kreuzte L 5 über dem Kampfraum, wurde dabei von englischen Kriegsschiffen beschossen und sendete über Funk seine Aufklärungsergebnisse an die deutsche Marineleitung.
Besonders erfolgreich war L 5 beim Aufspüren feindlicher Minenfelder. Wenn ein Marine-Luftschiff eine einzelne Seemine entdeckte, vernichtete es die Mine mit Maschinengewehrfeuer. War es ein Minenfeld, warf das Luftschiff an den Rändern des Feldes kleine Bojen mit bunten Fähnchen daran ab und gab über Funk der zuständigen Minensucherflottille eine Meldung über das Minenfeld. Zuweilen landete der Zeppelin auch neben einem Minensuchboot und übernahm einen Offizier des Bootes, damit der Minensuchoffizier das Minenfeld aus der Luft besichtigen konnte.
Im Juni 1915 verlegte L 5 zur Ostsee und war ab dem 15. Juni 1915 im Luftschiffhafen Seddin stationiert. Von dort führte L 5 Aufklärungsfahrten und Bombenangriffe gegen russische Ziele durch.

## Ende von LZ 28/L 5
Am 7. August 1915 wurde das Luftschiff bei einer Feindfahrt durch russisches Abwehrfeuer so schwer beschädigt, dass es abgewrackt werden musste.

## Technische Daten
- Traggasvolumen: 22.500 m³ Wasserstoff
- Länge: 158,0 m
- Durchmesser: 14,90 m
- Nutzlast: 9,2 t
- Antrieb: drei Maybach-Motoren von je 210 PS (154 kW)
- Geschwindigkeit: 22,5 m/s (81 km/h)